# Suta suta
Suta suta — вид отруйних змій родини аспідових (Elapidae). Ендемік Австралії.

## Поширення і екологія
Suta suta пошироко поширені на сході Австралії. Вони живуть в різноманітних прирдних середовищах, зокрема в тропічних лісах і рідколіссях, в евкаліптових і акацієвих чагарниках, на луках та в кам'янистих місцевостях в пустелях. Живляться плазунами, а також дрібними ссавцями і амфібіями.